# فايق جرادة
فايق جرادة (مواليد 1968)، مخرج فلسطيني . يعمل في مجال الإخراج منذ 1994 كما يشغل رئيس مكتب تلفزيون فلسطين بالقاهرة.

## الحياة المهنية
درس في كلا من تركيا وليبيا والأردن وحصل على دورات متخصصة في مجال الإخراج المرئي من اليابان تركيا مصر وهو حاصل علي بكالوريوس اقتصاد وعلوم سياسية من جامعة قاريونس- ليبيا، وحاصل علي جوائز متعددة البرونزية والفضية والذهبية وعمل في شركة الميديا جروب للإنتاج الفني.

## أعمال
- 2010 : دوشة [5]
- 2010:جدل[6]
- آه يابحر
- أمهات أعطين للوطن أكبادهن
- 2014: ناجي العلي في حضن حنظلة[7]
- 2015:مؤبد مفتوح
- 2023:العنصرية[8]

## جوائز
- 2021 :الجائزة الكبرى ناجي العلي في حضن حنظلة بمهرجان زاكورة للفيلم الوثائقي[9]